# Pilínkov (železniční zastávka)
Pilínkov je železniční zastávka a automatické hradlo, které leží v km 155,434 železniční trati Pardubice–Liberec. Nachází se v liberecké městské části Pilínkov při ulici Puškinova. Leží v nadmořské výšce 431 m n.m. Zastávka je zařazena do integrovaného dopravního systému IDOL.

## Historie

### Otevření a vlastníci zastávky
Zastávka byla otevřena 1. května roku 1859, když se stavěla poslední etapa trati Pardubice–Liberec (3. etapa Turnov–Liberec). Vlastnily ji Süd-Norddeutche Verbindungsbahn (česky Jihoseveroněmecká spojovací dráha) (SNDVB). V období Československa (1918–1992) ji vlastnily ČSD (Československé státní dráhy) a v období České republiky (od roku 1993) ji vlastnily České dráhy.[zdroj?]

### Automatické hradlo
Do roku 2005 zastávka fungovala rovněž jako hláska a závorářské stanoviště. Provoz původních mechanických závor byl ukončen 3. června 2005. Tyto funkce byly nahrazeny nově vybudovanými přejezdovými zabezpečovacími zařízeními a zřízením automatického hradla AŽD AHP03. To obsluhuje oddílová návěstidla Lo v km 155,540 (s předvěstí PřLo v km 154,686) a So v km 155,335 (s předvěstí PřSo v km 156,093).

## Popis zastávky
Zastávkou prochází jedna neelektrizovaná traťová kolej, u které je vybudováno boční nástupiště o délce 90 metrů a výšce nástupní hrany 300 mm nad temenem kolejnice. Cestujícím slouží zděný přístřešek s bezbariérovým přístupem. V zastávce se neprodávají jízdenky, odbavení cestujících se provádí ve vlaku. Přístup na nástupiště není bezbariérový (dle ČSN 73 4959).[zdroj?]